# 田村亜矢
田村 亜矢（たむら あや、1997年4月15日 - ）は、北海道出身の日本の女子プロゴルファーである。所属は大東建託。

## 経歴
7歳でゴルフを始める。ゴルフ環境を求めて中学校は福島県内の学校に進学したが、東日本大震災の影響で1年で故郷に戻る。
東北高等学校卒業後の2016年LPGA最終プロテストに進出し35位タイで不合格。
2017年LPGA最終プロテストで17位タイとなり2度目の挑戦で合格、LPGA89期生となる。同年8月の「北海道Meijiカップ」にてLPGAツアー初出場（32位タイ）。同年12月のLPGAファイナルクォリファイングトーナメントで3位に入る。
2018年より大東建託の所属になる。同年はLPGAツアー30試合に出場し最高位は12位タイ（詳細後述）、年間獲得賞金ランキングは105位（¥3,920,000）。
尾崎将司に師事

## 主な成績
- 中京テレビ・ブリヂストンレディスオープン（2018年＝12位タイ）